# Bruschghorn
Il Bruschghorn (3.056 m s.l.m.) è una montagna delle Alpi dell'Adula nelle Alpi Lepontine.

## Descrizione
Si trova nel Canton Grigioni tra i comuni di Muntogna da Schons e di Safiental. È la montagna più alta dei Monti dello Spluga.